# Joseph Wilms

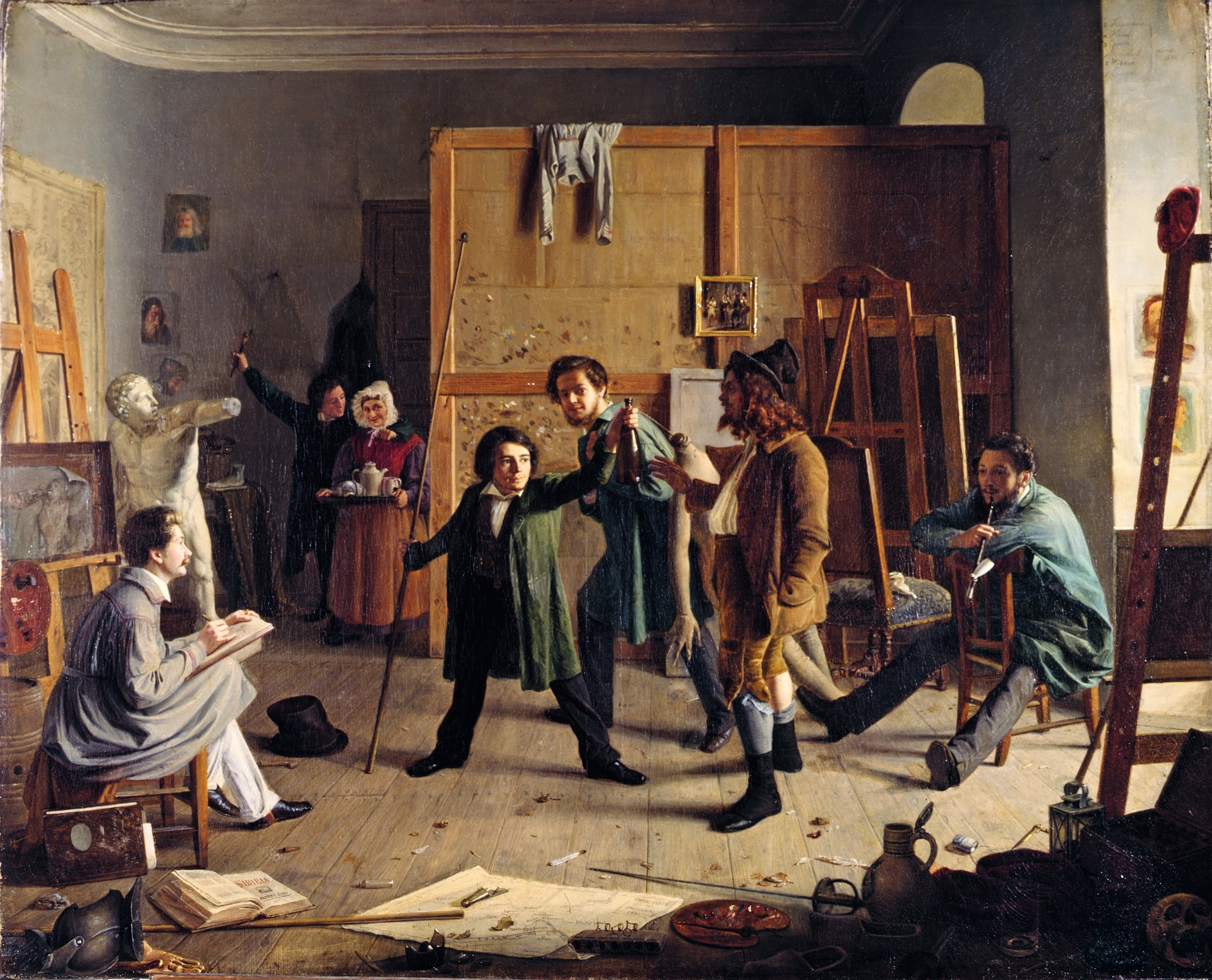
Atelierszene, 1836 – Joseph Wilms in der Bildmitte mit Hut

Peter Joseph Wilms (* 2. August 1814 in Düsseldorf-Bilk; † 28. Oktober 1892 in Düsseldorf) war ein deutscher Stilllebenmaler der Düsseldorfer Schule.

## Leben
Durch ein „Nervenfieber“ verlor der Neunjährige das Gehör und die Fähigkeit zu sprechen. Im Alter von 14 Jahren begann der Gehörlose 1829 ein Malereistudium an der Kunstakademie Düsseldorf bei Theodor Hildebrandt und Wilhelm von Schadow. Erst 1852 beendete er es.
Mit seinen Arbeiten im Fach der Stilllebenmalerei erregte er bald Aufsehen. Der Malerkollege Johann Peter Hasenclever bildete Wilms 1836 in dem Gemälde Atelierszene ab. 1848 unternahm er eine Studienreise nach Straßburg, 1862 nach Amsterdam, wo er ein Jahr blieb.

## Werk

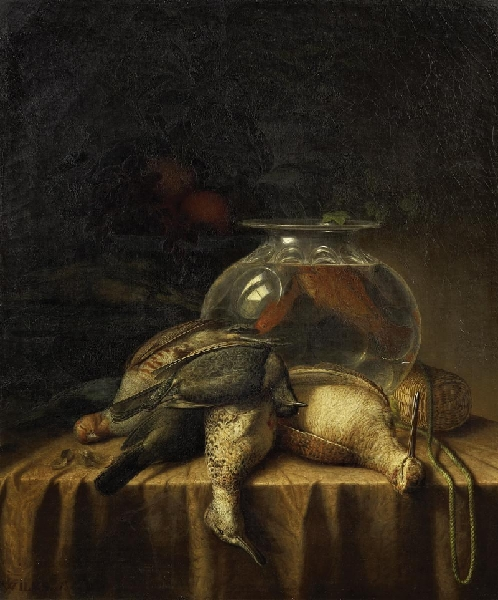
Stillleben mit Vögeln, Goldfischen und Obst im Hintergrund, 1861

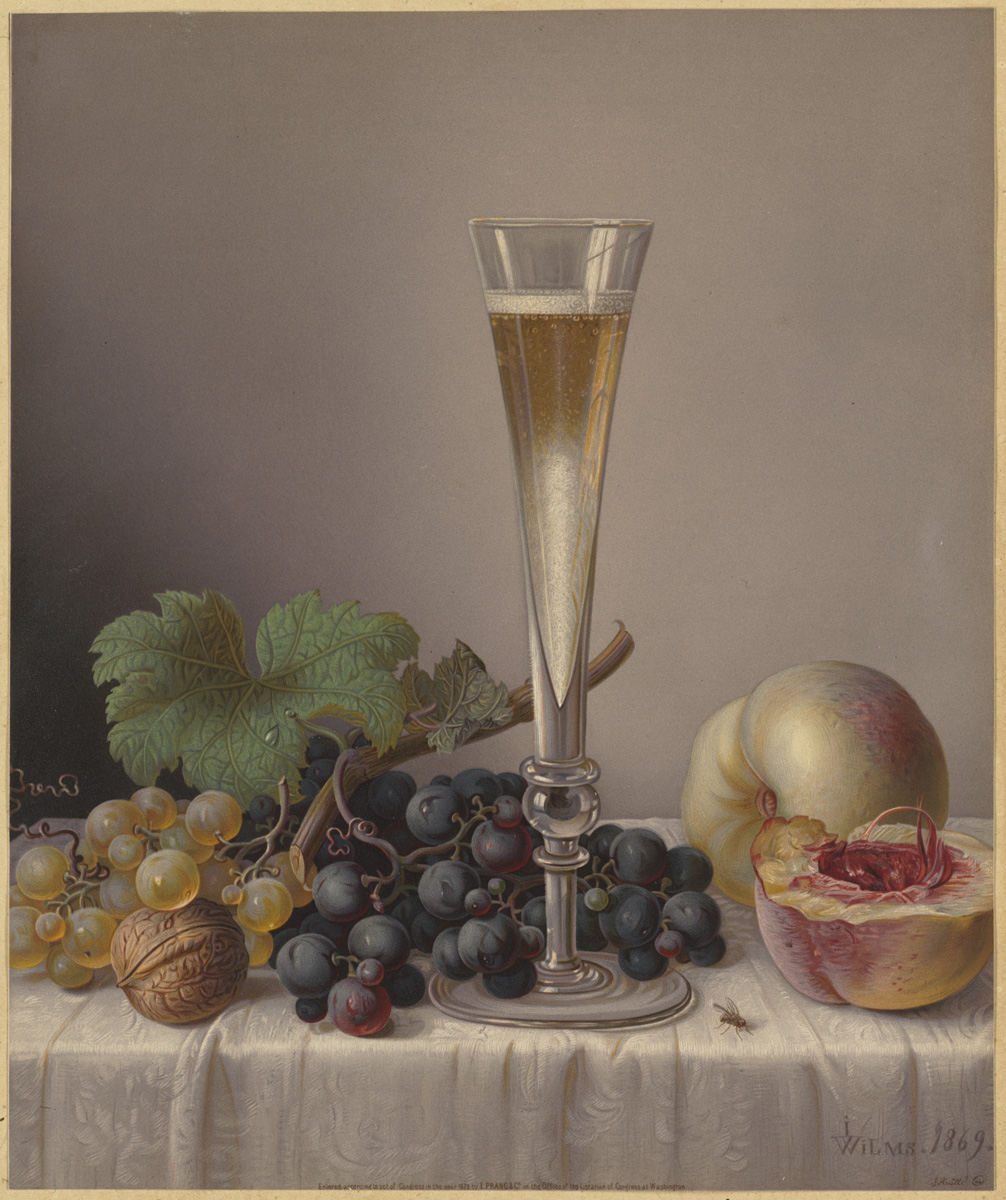
Stillleben mit Sektflöte, Trauben und Pfirsich (Dessert No. 7), 1869

Wilms malte vorwiegend Stillleben, deren Kompositionen an Johann Wilhelm Preyer erinnern, gelegentlich auch Tier- und Genrebilder sowie Porträts. Hierbei gehört er zu den Malern, die sich von der akademischen Lehrtradition Wilhelm von Schadows lösten, indem sie aus seiner Sicht „Gegenstände zweiter Wahl“ malten, die „der erhabenen und poetischen Idee in der Kunst Abbruch leisteten“ (Ekkehard Mai). Eine besondere Bedeutung hat das 1849 geschaffene Vanitas-Stillleben Die Hinterlassenschaft des Ludwig von Milewski, das mittels Trompe-l’œil-Malerei die Erinnerung an einen befreundeten Maler, der während der Deutschen Revolution im Barrikadenkampf erschossen worden war, in Form von symbolischen Gegenständen fixiert. Friedrich von Boetticher zählte ihn am Ende des 19. Jahrhunderts zu den „bedeutendsten Stillebenmalern“.
- Der durch Erbschaft reich gewordene Student, 1838
- Punschservice bei Lampenlicht, 1840
- Die Hinterlassenschaft des Ludwig von Milewski, 1849
- Revolution im Maleratelier, 1851
- Stillleben mit Sektflöte, Trauben und Pfirsich (Dessert No. 7), 1869
- Ein Eichhörnchen
- Frühstück mit Champagner
- Erdbeeren